# Леймане, Илона
Илона Леймане (латыш. Ilona Leimane; 5 октября 1905, Рига, Российская империя — 21 декабря 1989, Париж, Франция) — латышская поэтесса и писательница.

## Биография
Окончила 3-ю Рижскую гимназию. С 1928 изучала экономику и право в Латвийском университете. С 1931 работал в газетах и журналах Латвии.
С 1944 эмигрировала в Германию, жила во Фрайбурге, затем во Франции. С 1950 жила в Париже, в последние годы, лечилась в психиатрической больнице.
21 декабря 1989 умерла, похоронена недалеко от Парижа.

## Творчество
Автор сборников стихов, романов, рассказов, произведений для детей.
Первое стихотворение Леймане было опубликовано в журнале «Piesaule». Первый сборник стихов «Сердце» вышел в 1934 году. В 1942 году вышла книга лирики «Два света», а в 1944 — «Солнце и вы».
В 1942 в журнале «Латвийский ежемесячник» Илона Леймане опубликовала роман «Наследница Вилкачи» (Наследница Оборотней). Эта книга неоднократно переиздавалась, в 1990 году была экранизирована, а в 2011 году состоялась мировая премьера музыкальной драмы, созданной по этому произведению (композитор — Бруно Скулте, либретто Тонии Калве).
Действие прозаических романов «Наследница Оборотней» и «Племя матери» происходит в девятнадцатом веке. Показывают крушение устоев сельской жизни латвийской глубинки. Роман «Голая жизнь» — первый латышский роман о депортациях после присоединения Латвии к СССР.

## Избранные произведения
- «Knašais Pēterītis» (1939)
- «Sirds» (1942)
- «Laimes zemē» (1942)
- «Vilkaču mantiniece» (1942)
- «Saule un Tu» (1944)
- «Vadātājs» (1947)
- «Mātes cilts» (1949)
- «Ugunsputns» (1951)
- «Kailā dzīvība» (1953)
- «Dūmu topāzs» (1965)

## Экранизации
- 1990 — Наследница «Оборотней» — по одноимённому роману